# 西山明樹彦
西山 明樹彦（にしやま あきひこ、1961年1月18日 - 2008年）は、日本のアニメーション演出家。神奈川県横浜市出身。

## 略歴
1983年より東映動画にて制作進行・演出助手として『ストップ!! ひばりくん!』『世紀末救世主伝説 北斗の拳』等に参加し、1987年よりフリーの演出家として活動。

## 参加作品

### テレビアニメ
- ストップ!! ひばりくん!（1983-1984年、制作進行）
- 世紀末救世主伝説 北斗の拳（1984-1987年、制作進行・演出助手)
- ミスター味っ子（1987-1989年、演出）
- シティーハンター2（1988-1989年、演出）
- 美味しんぼ (1988-1992年、絵コンテ・演出）
- 機動警察パトレイバー (1989-1990年、絵コンテ・演出）
- らんま1/2 熱闘編　(1989-1992年、演出）
- 太陽の勇者ファイバード (1991-1992年、絵コンテ・演出）
- 楽しいムーミン一家 冒険日記 (1991-1992年、演出）
- 宇宙の騎士テッカマンブレード (1992-1993年、絵コンテ・演出）
- クッキングパパ (1992-1995年、演出）
- 獣戦士ガルキーバ (1995年、演出）
- シンデレラ物語 (1996年、絵コンテ・演出）
- 超者ライディーン (1996-1997年、演出）
- 名探偵コナン (1996年-、演出）
- 少女革命ウテナ (1997年、演出）
- 勇者王ガオガイガー (1997-1998年、演出）
- センチメンタルジャーニー (1998年、演出）
- SHADOW SKILL -影技- (1998年、演出）
- serial experiments lain (1998年、演出）
- ガサラキ (1998-1999年、演出）
- バブルガムクライシス TOKYO 2040 (1998-1999年、演出）
- ゴクドーくん漫遊記 (1999年、演出）
- ベターマン (1999年、演出）
- 地球防衛企業ダイ・ガード (1999-2000年、演出）
- 無限のリヴァイアス (1999-2000年、絵コンテ・演出）
- へっぽこ実験アニメーション エクセル♥サーガ (1999-2000年、演出）
- だぁ!だぁ!だぁ! (2000-2002年、演出）
- ゲートキーパーズ (2000年、演出）
- 無敵王トライゼノン (2000年、演出）
- 学園戦記ムリョウ (2001年、絵コンテ）
- フルメタル・パニック! (2001年、絵コンテ・演出）
- HELLSING (2001-2002年、演出）
- 幻魔大戦 神話前夜の章 (2002年、絵コンテ・演出）
- 最終兵器彼女 (2002年、演出）
- こちら葛飾区亀有公園前派出所 (2002年、絵コンテ）
- 超重神グラヴィオン (2002年、演出）
- アソボット戦記五九 (2002-2003年、絵コンテ・演出）
- 機動戦士ガンダムSEED (2002-2003年、演出）
- カレイドスター (2003-2004年、演出）
- ガドガード (2003年、演出）
- 魔法少女リリカルなのは (2004年、演出）
- GIRLSブラボー first season (2004年、演出）
- 機動戦士ガンダムSEED (2004-2005年、演出）
- 陰陽大戦記 (2004-2005年、エンディングアニメーション2演出・演出）
- GIRLSブラボー second season (2005年、絵コンテ・演出）
- いぬかみっ! (2006年、演出）
- 姫様ご用心 (2006年、演出）
- TOKKO 特公 (2006年、絵コンテ・演出）
- ちょこッとSister (2006年、演出）
- 銀色のオリンシス (2006年、演出）
- 獣装機攻ダンクーガノヴァ (2006年、演出）
- sola (2007年、演出）

### OVA
- バイオレンスジャック ヘルスウインド編（1990年、演出）
- 超時空要塞マクロスII -LOVERS AGAIN-（1992年、演出）
- 特捜戦車隊ドミニオン（1993-1994年、演出）
- 神秘の世界エルハザード（1995年、演出）
- GOLDEN BOY さすらいのお勉強野郎（1995-1996年、演出）
- 銀河英雄伝説外伝 白銀の谷（1998年、演出）
- マクロス ゼロ（2002-2004年、演出）